# Polydesma scriptilis
Polydesma scriptilis là một loài bướm đêm trong họ Erebidae.